# Didier Parakian
Didier Parakian, né le 5 mars 1964 à Marseille, est un homme politique et entrepreneur français.
Entrepreneur dans le prêt-à-porter, il est propriétaire de plusieurs boutiques en France et à l'étranger. Il commence sa carrière politique en 2008, en tant qu'adjoint divers droite au maire de Marseille, Jean-Claude Gaudin,.
Il devient député le 21 août 2023 sous l'étiquette Renaissance (RE), succédant dans la première circonscription des Bouches-du-Rhône à Sabrina Agresti-Roubache, nommée secrétaire d'État chargée de la Ville dans le gouvernement d'Élisabeth Borne.

## Biographie
Fils d'un couple de commerçants qui gèrent des magasins de prêt-à-porter à Bollène, Orange et Marseille, sa famille est arrivée en France en 1920, fuyant le génocide arménien. Il fait ses études a l'École supérieure de commerce de Toulouse. Il sort major de sa promotion et fonde sa propre marque de prêt-à-porter avec sa sœur Marjorie, sous son nom. Il ouvre des boutiques dont un showroom rue Saint-Honoré à Paris et crée d'autres marques comme DP Jeans, Carlopick et Anathéa[pertinence contestée].
Didier Parakian réalise 1 million d'euros de chiffre d'affaires en 1990 avec 80 points de ventes contre 28 millions d'euros en 2007 avec plus de 300 points de vente en France et 1 000 à l'étranger et 4 showrooms : à Milan, Düsseldorf, Prague et Paris,[source insuffisante].
La marque est reprise par la famille Thomas en 2015 puis comme plusieurs marques de prêt-à-porter milieu de gamme, après un vain essai de montée en gamme, la marque périclite,. Elle est reprise en 2017 par le groupe chinois Dunnu qui ferme toutes les boutiques en France. La marque disparaît en 2020.

## Carrière politique
En parallèle, Didier Parakian est devenu vice-président de la Fédération du prêt-à-porter féminin puis se lance dans la politique marseillaise. En 2006, il devient le président de la chambre de commerce franco-arménienne de Marseille. Puis il devient en 2008 un des adjoints au maire de Jean-Claude Gaudin. Il devient élu métropolitain de la majorité de Martine Vassal et se présente aux législatives en 2022 comme suppléant de Sabrina Agresti-Roubache. Il indique avoir rencontré celle-ci en 2018 : « Elle était jeune élue à la chambre de commerce. Nous étions partis à Hollywood pour vendre Marseille aux Netflix et consorts. » À l'entrée de cette dernière au gouvernement, il devient en août 2023 député de la première circonscription des Bouches-du-Rhône. En raison de la loi sur le non cumul des mandats, il doit abandonner ses fonctions de vice-président aux fonds européens et aux relations internationales à la métropole de Marseille.
Il cite Jean-Claude Gaudin et Martine Vassal comme ses « mentors en politique ».

## Vie privée
En 2002, Didier Parakian se marie avec Stéphanie. Ils ont trois enfants.